# Aragóniai Sarolta tarantói hercegnő
Aragóniai Sarolta (1480. február – Vitré, Bretagne, 1506. október 16.), olaszul: Carlotta d'Aragona, franciául: Charlotte d'Aragon, nápolyi királyi hercegnő, Tarantó hercegnője, Laval és Montfort grófnéja, Vitré úrnője. Chiaromontei Izabella nápolyi királyné unokája, Aragóniai Júlia montferrati őrgrófné féltestvére és Aragóniai Beatrix magyar királyné unokahúga.

## Élete
IV. Frigyes nápolyi királynak és első feleségének, Anna savoyai hercegnőnek az egyetlen gyermeke. Édesanyja a francia udvarban nevelkedett, hiszen Savoyai Anna édesanyja, az ő nagyanyja, Valois Jolán VII. Károly francia király és Anjou Mária (II. Lajos címzetes nápolyi király és Jolán aragón infánsnő lányaként I. (Vadász) János aragón király és Bar Jolán unokája) lánya és XI. Lajos francia király nővére volt. Szülei Franciaországban házasodtak össze, ténylegesen csak 1479-ben, és ott is éltek, hiszen apja ekkor még csak másodszülött nápolyi királyi herceg volt, így Sarolta is francia földön látta meg a napvilágot 1480 februárjában, de édesanyja belehalt a szülés szövődményeibe. Édesapja még két évig a francia udvarnál maradt, és 1482. május 22-én tért vissza Nápolyba. Sarolta ekkor kétéves volt. Apa és lánya feltehetőleg személyesen többé nem találkoztak már. Sarolta így édesanyjához hasonlóan a francia udvarban nevelkedett. Apja 1496-os trónra kerülésével Sarolta megkapta a tarantói hercegnő címét, melyet haláláig viselt. A királyi hercegnő kérői között szerepelt, többek között, Cesare Borgia, valamint II. Ulászló magyar király is. Cesare Borgia, VI. Sándor pápa természetes fia nem felelt meg sem Saroltának, sem apjának, így visszautasították a leánykérést, II. Ulászló ajánlata pedig kevésbé volt komolynak tekinthető 1499–1500-ban, éppen Sarolta nagynénjének, Aragóniai Beatrixnak, egy másik nápolyi hercegnőnek a magyar királytól való válási bonyodalmai közepette. A magyar királynéságból sem lett semmi. Végül a francia király és a breton származású francia királyné, Bretagne-i Anna kezdeményezésére egy breton nemeshez, Bretagne-i Anna harmadfokú unokatestvéréhez ment feleségül, ami a nápolyi érdekeknek, és apja elképzeléseinek is jobban megfelelt. IV. Frigyes király már 1500. január 27-én helyeslően rábólintott erre a frigyre, és 1500. július 20-án Lyon-ban feleségül ment De la Roche Miklóshoz (1476–1531), Laval és Montfort grófjához, akinek az uralkodói neve XV. Guido volt. A esküvőn részt vett a francia uralkodói pár, XII. Lajos és Bretagne-i Anna is. Sarolta többnyire lavali birtokukon tartózkodott, mely 100 mérföldre volt apja franciaországi száműzetésének helyszínétől, Tours-tól, miután egy évvel később 1501-ben XII. Lajos II. (Katolikus) Ferdinánd aragón király segítségével trónfosztotta IV. Frigyes nápolyi királyt. Ennek ellenére nem ismert, hogy apa és lánya újra látták-e egymást személyesen. IV. Frigyes 1504-ben meghalt, majd két évvel később Sarolta hercegnő az ötödik gyermekének a szülésébe halt bele 1506. október 16-án Vitrében. Gyermekei továbbvitték a nápolyi trónra vonatkozó igényeket, különösen IV. Frigyes fiának, Sarolta öccsének, Ferdinánd calabriai hercegnek 1550-ben bekövetkezett halála után, aki csak egy házasságon kívüli fiút nemzett, és nápolyi trónkövetelőkként léptek fel, de ez irányú igényeiket soha nem tudták érvényesíteni.

## Gyermekei
- Férjétől, XV. (XVI.) Guidótól (1476–1531), Laval és Montfort grófjától, 5 gyermek:
  - Guido (megh. fiatalon)
  - Lajos (megh. fiatalon)
  - Ferenc (–1522), Montfort grófja
  - Katalin (–1526), férje I. Klaudiusz, Hartcourt grófja (1497–1532), 2 leány
  - Anna (–1554), Tarantó hercegnője, nápolyi trónkövetelő, férje Ferenc (1505–1541), Talmond hercege, Thouars algrófja, la Tremoïlle ura, 10 gyerek, többek közt:
    - Lajos (1521–1577), Tarantó hercege, nápolyi trónkövetelő